# 二甲基丙二腈
二甲基丙二腈是一种有机化合物，化学式为C5H6N2。它在31.5 °C熔化，24.8 mmHg时于120 °C沸腾。它可以氰乙酸甲酯和氯甲烷为原料反应制得。它和4-甲基苯硼酸在碳酸铯（作为碱）和催化剂的存在下反应，可以得到4-甲基苯甲腈。